# Орловский коммерческий банк

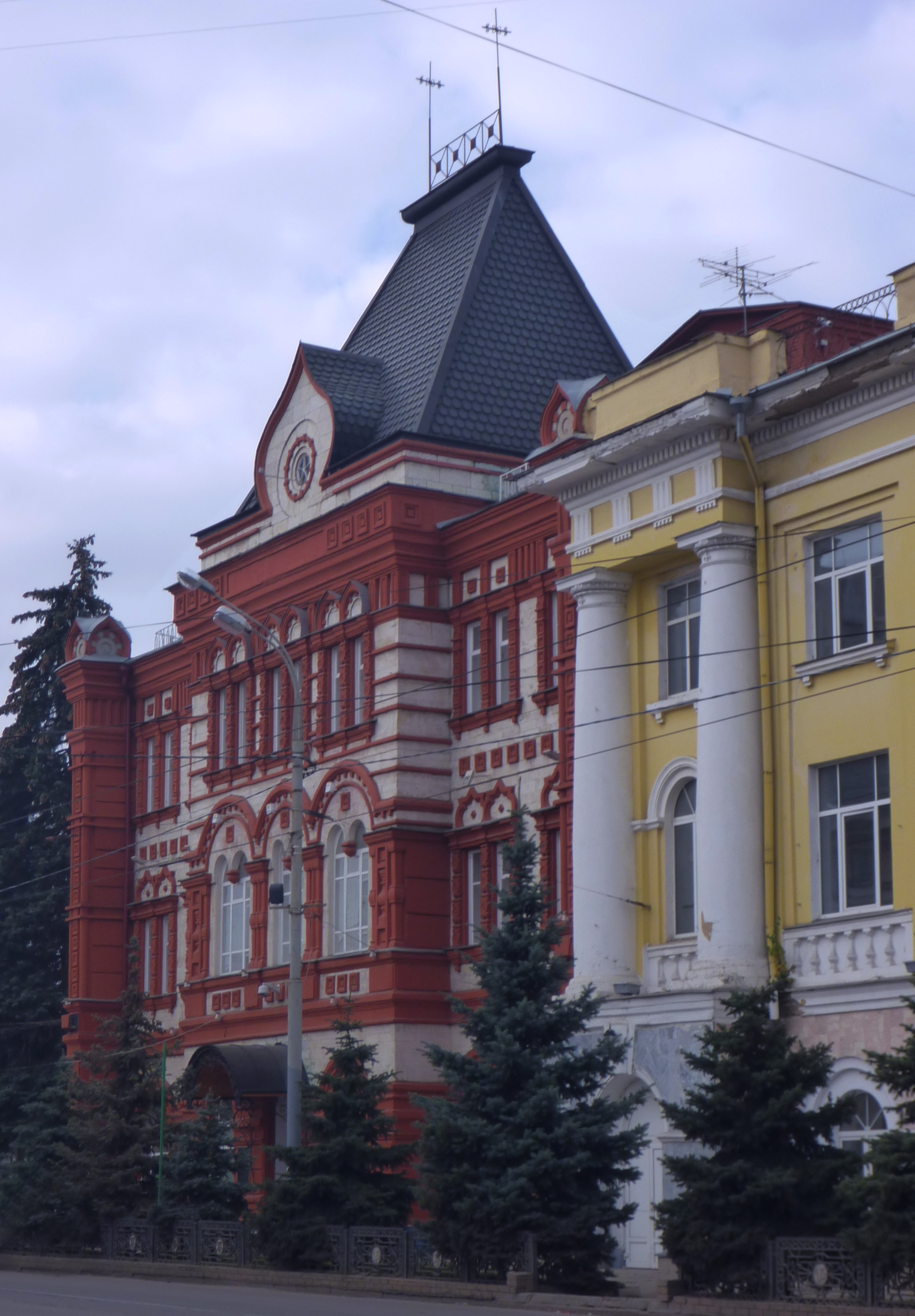
Здание Орловского коммерческого банка.

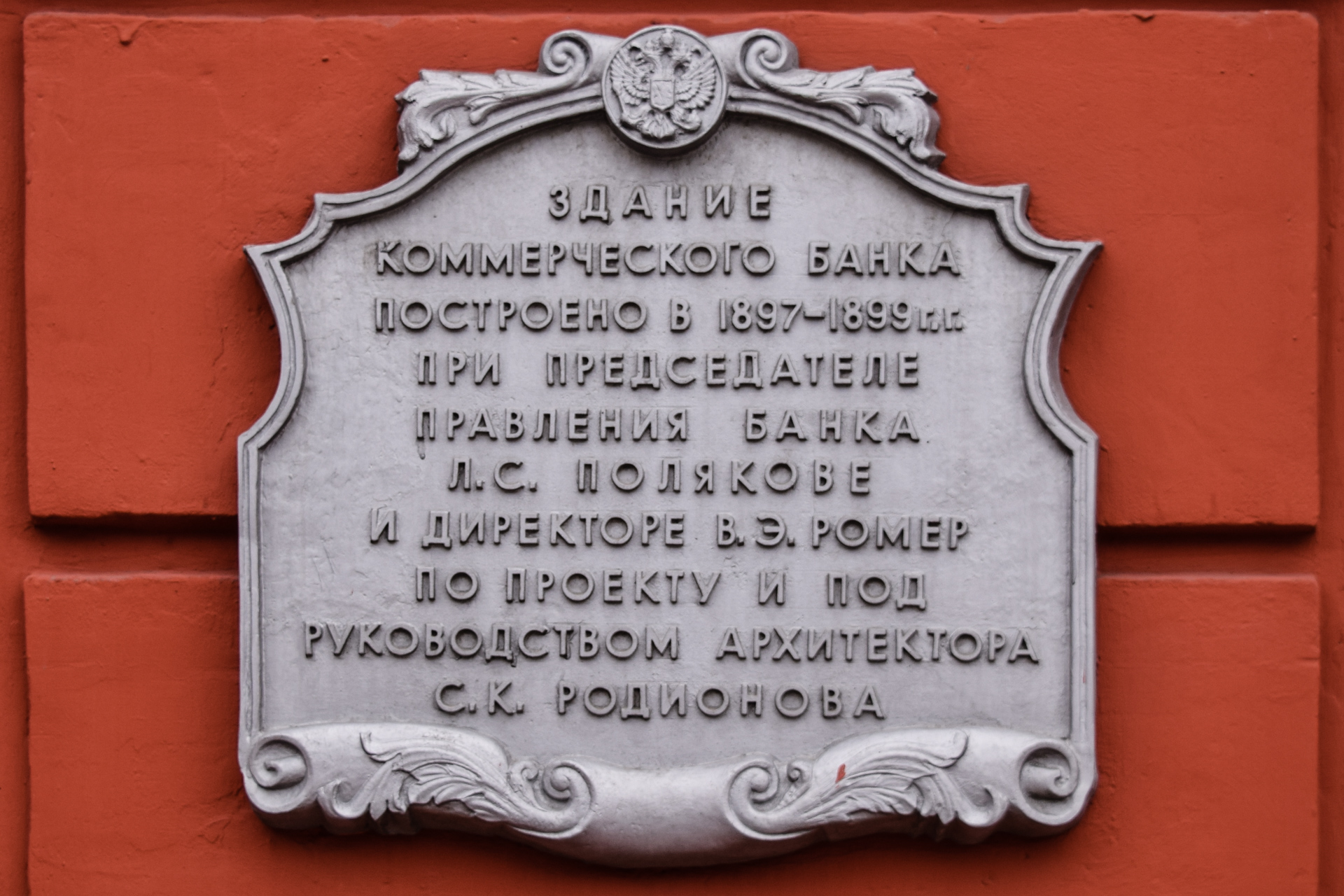
Мемориальная доска на здании бывшего банка.

Орловский коммерческий банк — один из первых акционерных банков Российской империи, действовавший с 1872 года по 1908 год.

## История
Устав банка был утверждён 3 августа 1872 года.
Складочный капитал банка первоначально определялся в 2 000 000 рублей и распределялся на 8 000 акций по 250 рублей каждая. Учредителями и первоначальными акционерами банка являлись коммерции советники Дмитрий Русанов и Самуил Поляков, а также банкирские дома «Винекен и К°» и «В. Я. Оболонский и К°».
Банк производил учёт торговых векселей, выдачу ссуд, кредитование, платежи по текущим операциям, покупку и продажу государственных процентных бумаг, паёв, акций, облигаций, драгоценных металлов и другие операции. На 1901 год имел 21 отделение. 
К 1907 году банк имел 23 отделения: в Ельце, Брянске, Ливнах, Новозыбкове, Тамбове, Сумах, Вильне, Ковне, Гомеле, Херсоне, Кременчуге, Елисаветграде, Полтаве, Ахтырке, Кирсанове, Орше, Черкассах, Калуге, Бобруйске, Липецке, Стародубе, Белгороде и Сарапуле.
В 1908 году несостоятельный банк вошёл в состав Соединённого банка.

## Здание банка
С 1872 года банк располагался в Орле в доме купца Васильева. Здание не удовлетворяло руководство банка. В 1897—1899 годах было построено новое, ныне существующего здание. По окончании строительства в фойе банка была помещена мемориальная доска: «Построено в 1897—1899 гг. при председателе правления банка Л. С. Полякове и директоре В. Э. Ромер по проекту и под руководством архитектора С. К. Родионова».
Как архитектурный ансамбль так называемого «русского стиля», здание является уникальным для гражданского строительства в Орле. Кирпичное трёхэтажное здание состоит из двух корпусов, объединённых крытой галереей. Внешние стены покрыты облицовочным кирпичом, в отделку фасада включены каменная резьба и глазурованная плитка. В облике здания широко использованы стилизованные формы русской архитектуры XVI—XVII веков: шатры, кокошники, фигурные колонки с дыньками, гирьки. Декоративные мотивы здания повторены в обработке ворот, симметрично расположенных по сторонам фасада.
В 1920—1926 годах в его корпусах размещались губком РКП(б) — ВКП(б) и губком комсомола. 
В 1941—1943 годах, в период оккупации города войсками нацистской Германии, здание было занято немецкой тайной полевой полицией (военным гестапо).
Сейчас в здании размещается Главное областное управление Центрального банка России.